# Okręty podwodne typu UB II
Okręty podwodne typu UB II – typ niemieckich jednokadłubowych okrętów podwodnych z czasów I wojny światowej, stanowiących powiększoną wersję okrętów typu UB I. Celem zwiększenia niezawodności oraz zasięgu, wyposażono je w maszynownię z dwoma wałami napędowymi, dzięki zastosowaniu w konstrukcji zewnętrznych zbiorników balastowych uzyskano większą przestrzeń wewnątrz kadłuba, zaś przez dodanie dziobowych sterów głębokości ulepszono kontrolę okrętu. W latach 1915–1916 zbudowano 30 okrętów  tego typu, zaś na podstawie udzielonej licencji, stocznie austro-węgierskie zbudowały 8 jednostek.
W trakcie działań wojennych, zatonęło 19 okrętów tego typu.